# Kate Lambert
Kate Lambert (Gales, 16 de septiembre de 1983) es una modelo de glamur y erótica, diseñadora, cantante y emprendedora británica. Natural de Gales, emigró a los Estados Unidos en 2007.
Es una de las caras más reconocibles de la comunidad steampunk, siendo llamada "la supermodelo de steampunk" y la "it girl" del movimiento. La heroína del cómic steampunk Lady Mechanika se inspiró en su apariencia, y su trabajo ha aparecido en varios libros sobre arte y moda steampunk, incluido International Steampunk Fashions, donde su foto aparece de manera prominente en la portada.
También apareció en la portada de la edición de agosto de 2014 de Bizarre Magazine, donde se refería a ella como una "ídolo steampunk" y una "leyenda pin-up". También apareció en la portada de la edición de primavera de 2012 de la revista FEY, y también en otras como Ladies of Steampunk, en septiembre de 2012, y LoSP Bronze Age, en abril de 2013. En julio de 2016 apareció en la portada de la edición steampunk de Phantasm Magazine, donde se la conoció como "La Reina de Steam".

## Inicios
Kato es la tercera de cuatro hijas nacidas del pintor de vida salvaje Terence Lambert y su esposa, directora de escuela. Creció en una rectoría victoriana detrás de un cementerio del siglo XIII, algo que acabó atribuyendo a su amor por el estilo victoriano. Dejó la escuela a los 16 y terminó sus dos últimos años en una escuela de tecnología donde pudo especializarse en bellas artes. Luego completó un curso de moda y textiles en la Escuela de Arte del Sudoeste de Gales en Carmarthen. Después de graduarse, lanzó su primer negocio, llamado Moshka, donde fabricaba y vendía cabellos espantosos en línea y en ferias y mercados de artesanía en todo Gales.

## Carrera

### Modelado e inspiración
Al principio de su carrera como modelo, Kato modeló para la ropa de Toxico con Ulorin Vex, y luego con Chad Michael Ward. En 2004 comenzó a diseñar y hacer atuendos que tenían un ambiente neovictoriano y postapocalíptico, luego los modeló ella misma y los publicó en MySpace. Su inspiración en ese momento fue pensar conocer con un estilo decimonónico las obras Mad Max y Tank Girl, pero no sabía cómo llamar a su estilo hasta que la ex vocalista de Abney Park, Magdalene Veen, notó su trabajo y señaló que sus ilustraciones y estilo estaba más dirigido hacia el modelo steampunk.

### Diseño de moda
En 2007, Kato fundó la primera empresa de ropa steampunk, "Steampunk Couture", produciendo ropa y accesorios de alta calidad y a medida que atienden específicamente al género steampunk. Sus diseños incorporaban influencias posapocalípticas y tribales, así como elementos de ciencia ficción, shabby chic y Harajuku-Mori. Uno de sus conjuntos más populares, el conjunto "Vex", recibió su nombre de la modelo Ulorin Vex, quien lo modeló en el sitio web Steampunk Couture.
En 2010, Kato diseñó el traje para el personaje "Enki" de la serie de acción dieselpunk The Danger Element, dirigida por John Soares, así como poner la voz para el coche de la misma, llamado el 'Jitnimobile'. En 2013, Flirty Girl Collectibles emitió una figura de acción coleccionable a escala 1/6 de ella con el atuendo "Vex".
En 2014, su línea de ropa Steampunk Couture estuvo disponible a través de DraculaClothing.com. También consolidó todos sus negocios y líneas de ropa bajo el nombre de S Corporation, "Lambee Co.", y se asoció con la diseñadora de moda Vera Iam para crear dos nuevas líneas de zapatos y botas.

### Otros proyectos
En 2013, Kato fundó Steamgirl LLC, un sitio web de temática erótica de moda neo-victoriana, siendo el primer sitio de suscripción para erótica steampunk. Además de diseñar la ropa que usan las modelos en su sitio, también construye muebles, accesorios y herrajes steampunk y neovictorianos, así como también hace todo el peinado y maquillaje para las sesiones. Kato también es escritora de las revistas Ladies of Steampunk y LoSP Bronze Age, llegando a aparecer en el primer número de LoSP. También se asoció con la fotógrafa Chloe Barcelou y lanzó Mori Girl Clothing, la primera compañía de ropa Mori Kei fuera de Japón. En agosto de 2015, Kato se convirtió en uno de los jueces oficiales del reality televisivo de Game Show Network (GSN) Steampunk'd.